# Breeuwen (Mesdag)
Breeuwen is een olieverfschilderij van de Nederlandse schilder Hendrik Willem Mesdag. Het schilderij is geschilderd in 1874/1875 en bevindt zich heden in de collectie van museum De Mesdag Collectie.

## Voorstelling
Op het schilderij heeft Mesdag het proces afgebeeld dat breeuwen heet. Dit vond in de 19e eeuw nog plaats op het vasteland, omdat Scheveningen geen haven had. De boot, voorwerpen en figuren heeft Mesdag zo gedetailleerd mogelijk geprobeerd af te beelden. Ook is te zien dat het gesneeuwd heeft door de geschilderde sneeuw op het strand en op de boot zelf. Voor dit schilderij heeft Mesdag veel aandacht besteed aan de sneeuweffecten, waarbij hij zich mogelijk heeft laten inspireren door een winterlandschapsschilderij van de hand van Emile Breton dat Mesdag gekocht heeft in 1873.